# Cecilia Berlin
Cecilia Berlin, född 5 februari 1981, är en svensk docent i produktionsergonomi och socialt hållbar arbetsplatsdesign vid Chalmers tekniska högskola i Göteborg.
Cecilia Berlin disputerade 2011, och 2017 deltog hon i tävlingen Dance Your Ph.D.

## Priser
- 2013 – Vinnare av Göteborgs regionala Forskar Grand Prix[11]
- 2014 – Chalmers pedagogiska pris, tillsammans med Peter Almström[12][13]
- 2019 – Levipriset, utdelat av Sveriges Ingenjörer[14]